# Associazione Calcio Mobilieri Ponsacco 1996-1997
Questa voce raccoglie le informazioni riguardanti l'Associazione Calcio Mobilieri Ponsacco nelle competizioni ufficiali della stagione 1996-1997.

## Rosa
| N. |                   | Ruolo | Calciatore              |
| -- | ----------------- | ----- | ----------------------- |
|    | Italia (bandiera) | P     | Luca Alidori            |
|    | Italia (bandiera) | D     | Giuseppe Argentesi      |
|    | Italia (bandiera) | D     | Marco Bertelli          |
|    | Italia (bandiera) | A     | Massimigliano Bongiorni |
|    | Italia (bandiera) | D     | Mario Brandani          |
|    | Italia (bandiera) | C     | Fabio Cafferata         |
|    | Italia (bandiera) | C     | Giovanni Chiummello     |
|    | Italia (bandiera) | D     | Andrea Cipolli          |
|    | Italia (bandiera) | D     | Alberto Conti           |
|    | Italia (bandiera) | A     | Bernardo Corradi        |
|    | Italia (bandiera) | P     | Alessio Costagli        |
|    | Italia (bandiera) | D     | Claudio Ferri           |
|    | Italia (bandiera) | C     | Massimo Garfagnini      |

| N. |                   | Ruolo | Calciatore            |
| -- | ----------------- | ----- | --------------------- |
|    | Italia (bandiera) | D     | Marco Guidi           |
|    | Italia (bandiera) | D     | Davide Lampugnani     |
|    | Italia (bandiera) | D     | Stefano Macelloni     |
|    | Italia (bandiera) | D     | Federico Magrini      |
|    | Italia (bandiera) |       | Malusci (I)           |
|    | Italia (bandiera) |       | Micheletti            |
|    | Italia (bandiera) | D     | Michele Pagano        |
|    | Italia (bandiera) | P     | Riccardo Peruzzi      |
|    | Italia (bandiera) | A     | Corrado Pileddu       |
|    | Italia (bandiera) | C     | Michele Sciannimanico |
|    | Italia (bandiera) | C     | Fabrizio Scotti       |
|    | Italia (bandiera) | D     | Federico Tolomei      |